# Giulio Rossi
Giulio Rossi (Milão, 1824-1884) foi um pintor e fotógrafo italiano.

## Biografia

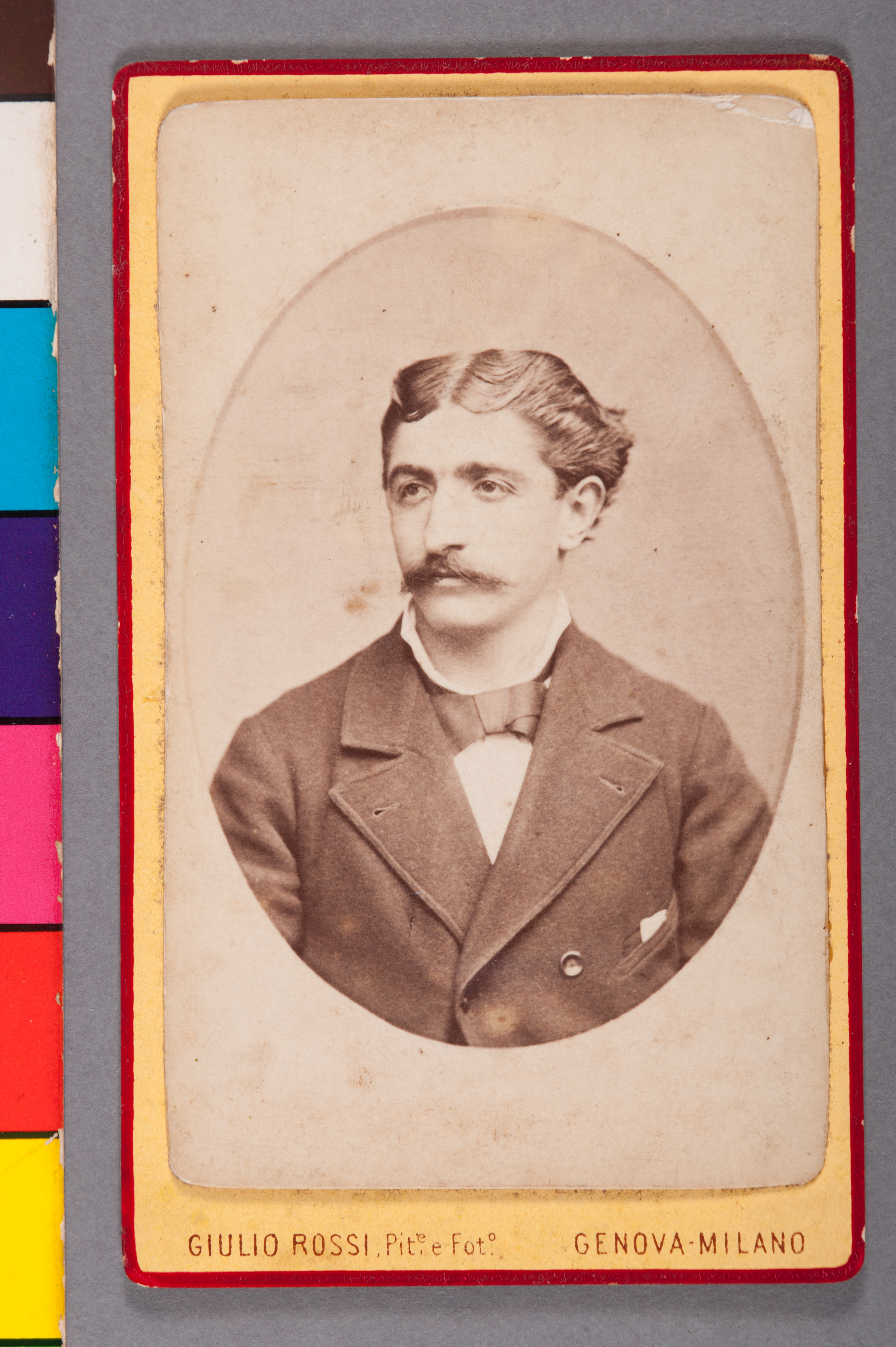
Retrato feito por Rossi.

Uma das principais figuras da revolta dos Cinco Dias, em 1848, em Milão, Giulio Rossi dedicou suas energias à pintura e à fotografia, especializando-se como retratista fotográfico na década seguinte. Sabe-se que ele teve seu primeiro estúdio na Contrada dei Nobili (mais tarde renomeado como Via dell'Unione) em 1854 e se mudou de lá para a Via Bigli em 1866. Ele foi premiado com uma medalha de prata na Esposizione Industriale Italiana (Milão, Salone dei Giardini Pubblici, 1871). Um experimentador talentoso com técnicas fotográficas, ele obteve sucesso com retratos da classe média alta e da sociedade aristocrática da época, expandindo seus negócios com duas novas lojas no Corso Vittorio Emanuele e filiais em Gênova e Trieste .

## Galeria

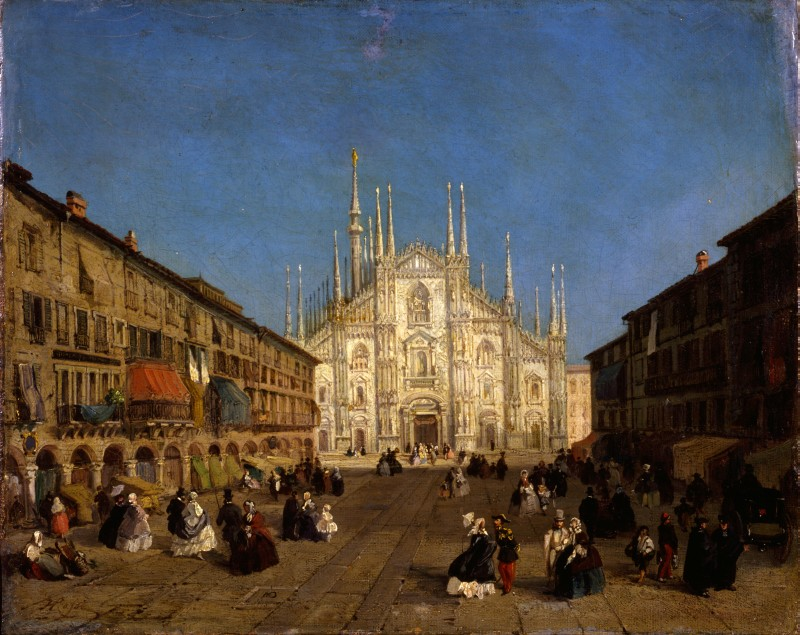
Praça do Domo de Milão, 1845-1850 (Fundação Cariplo)
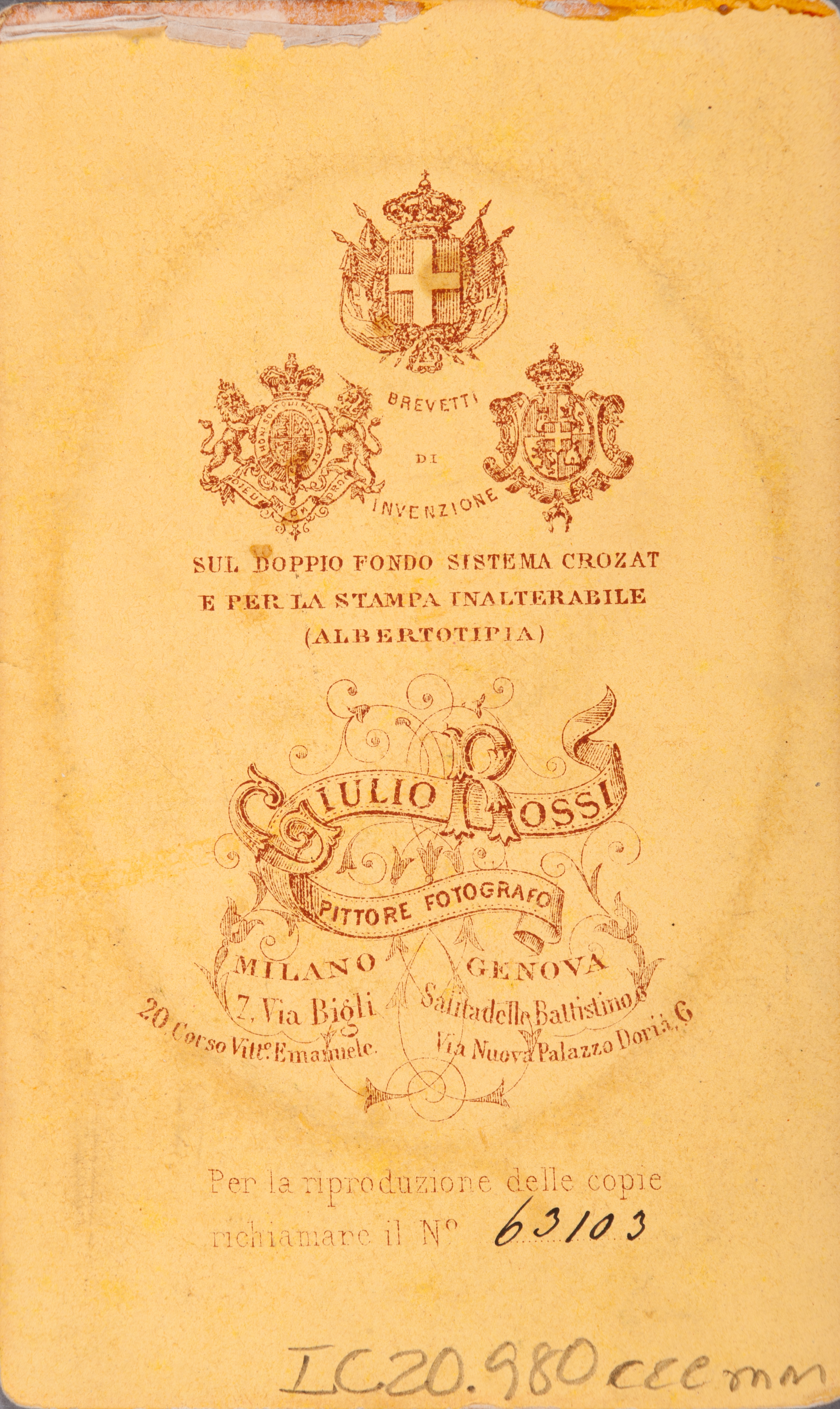
Marca do estúdio de Giulio Rossi.